# Большой барабан

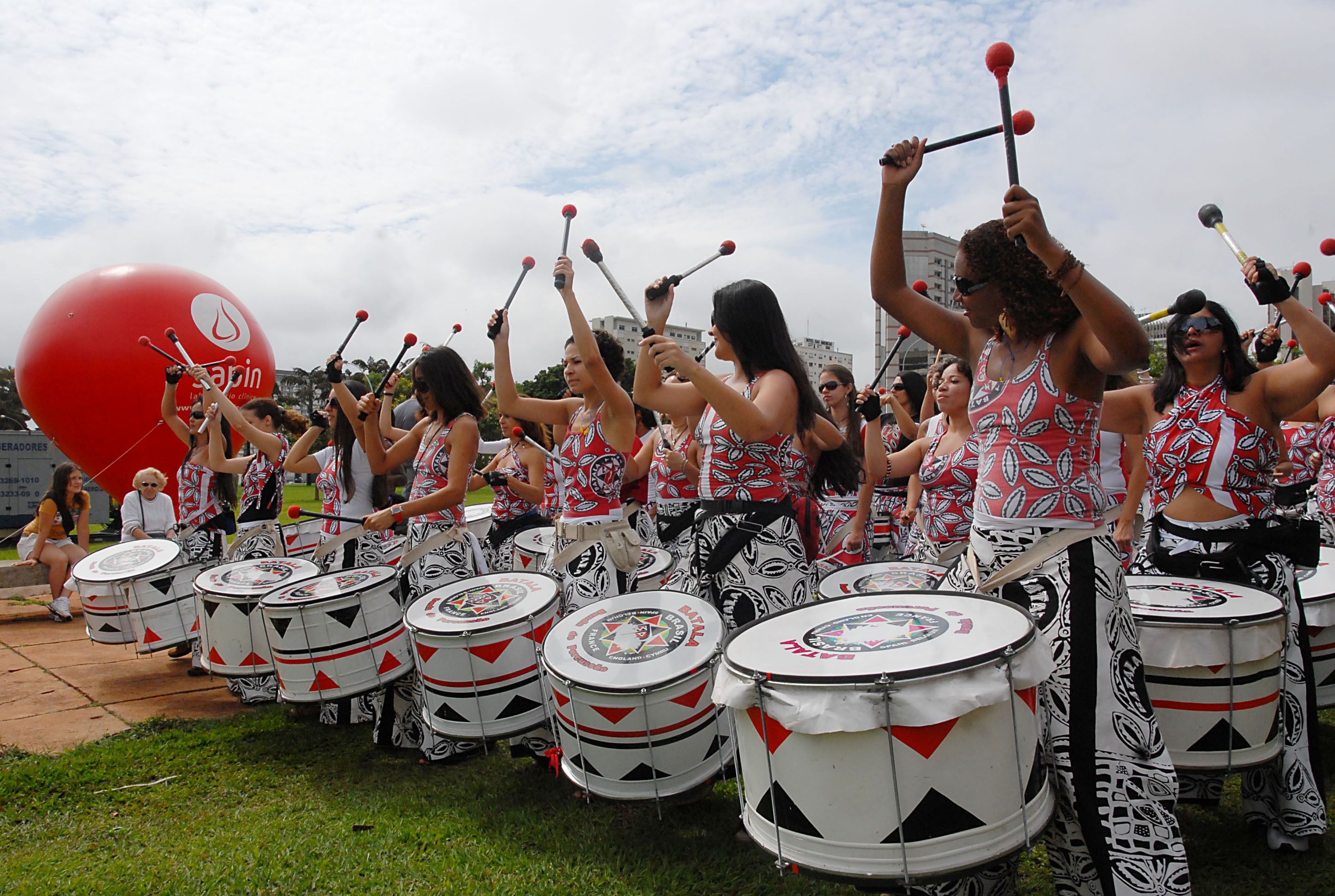
Коллектив бразильских барабанщиц.

Большо́й бараба́н  (итал. gran tamburo, gran cassa; фр. grosse caisse; нем. grosse Trommel; англ. bass drum) — самый низкий по звучанию и самый крупный по размерам барабан, использующийся в составе ударной установки, симфоническом и духовом оркестрах.

## Строение и техника игры
Турецкий барабан или большой барабан представляет собой широкий металлический или деревянный цилиндр, затянутый с обеих сторон кожами (иногда только с одной стороны). Звук извлекается ударом колотушки с массивной головкой, обёрнутой плотным материалом. При необходимости исполнения сложных ритмических фигур (боёв) или тремоло используются также палочки от литавр, от малого барабана и других ударных инструментов.
Основной приём игры на большом барабане — простые ритмические фигуры (бои) и одиночные удары в огромном динамическом диапазоне — от едва слышного пианиссимо до подобного пушечным выстрелам фортиссимо.
Большой барабан — один из основных ударных инструментов симфонического оркестра, в состав которого вошёл во второй половине XVIII века (одним из первых его применил в одной из своих опер Глюк), также используется в духовом оркестре, где к нему крепится одна из тарелок. Исполнитель одной рукой ударяет колотушкой по барабану, а другой держит свободную тарелку, которой ударяет по закреплённой. Обычно в духовом оркестре большому барабану отводится роль своеобразного «метронома», отбивающего сильные доли такта.
В партитуре симфонического оркестра партия большого барабана пишется на «нитке» (линии, на которой указывается только ритм) под партией тарелок, над партией там-тама.
Больша́я площадь поверхности барабана, обращённая к зрителю, нередко используется для нанесения на ней названия или логотипа музыкальной группы (оркестра).

## Бас-барабан
В джазе и других современных неакадемических музыкальных течениях применяется меньшая по размерам и более низкая по звучанию разновидность большого барабана, которая называется бас-барабаном. Бас-барабан (обычно один, но также и два) входит в состав ударной установки, ударяют по нему с помощью специальной педали, соединённой с колотушкой. В современных тяжёлых роковых течениях для ударов по бас-барабану может использоваться кардан (две педали, скреплённые с колотушкой карданом), что позволяет бить по бас-барабану намного чаще, нежели одной педалью.

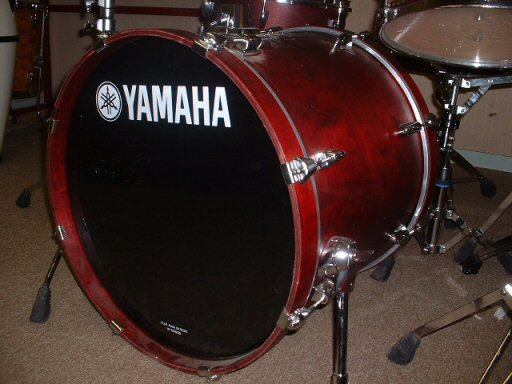
Бас-барабан
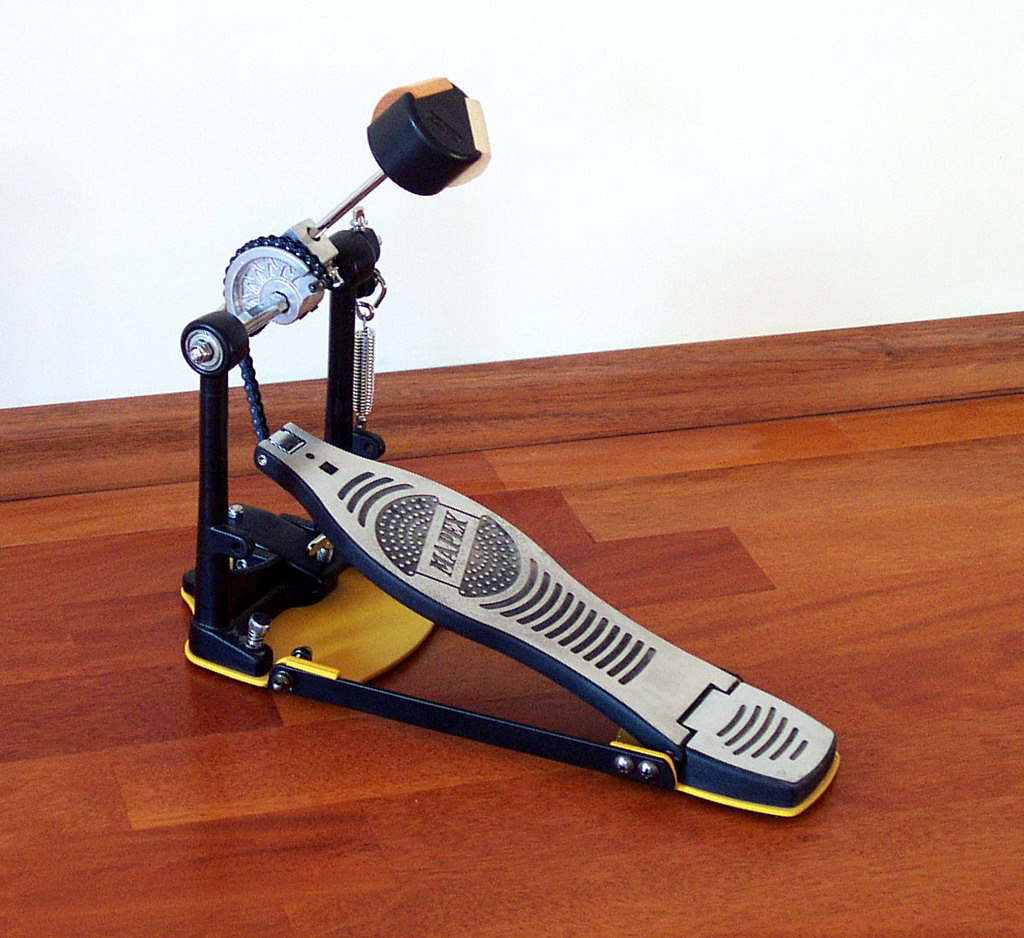
Педаль для бас-барабана
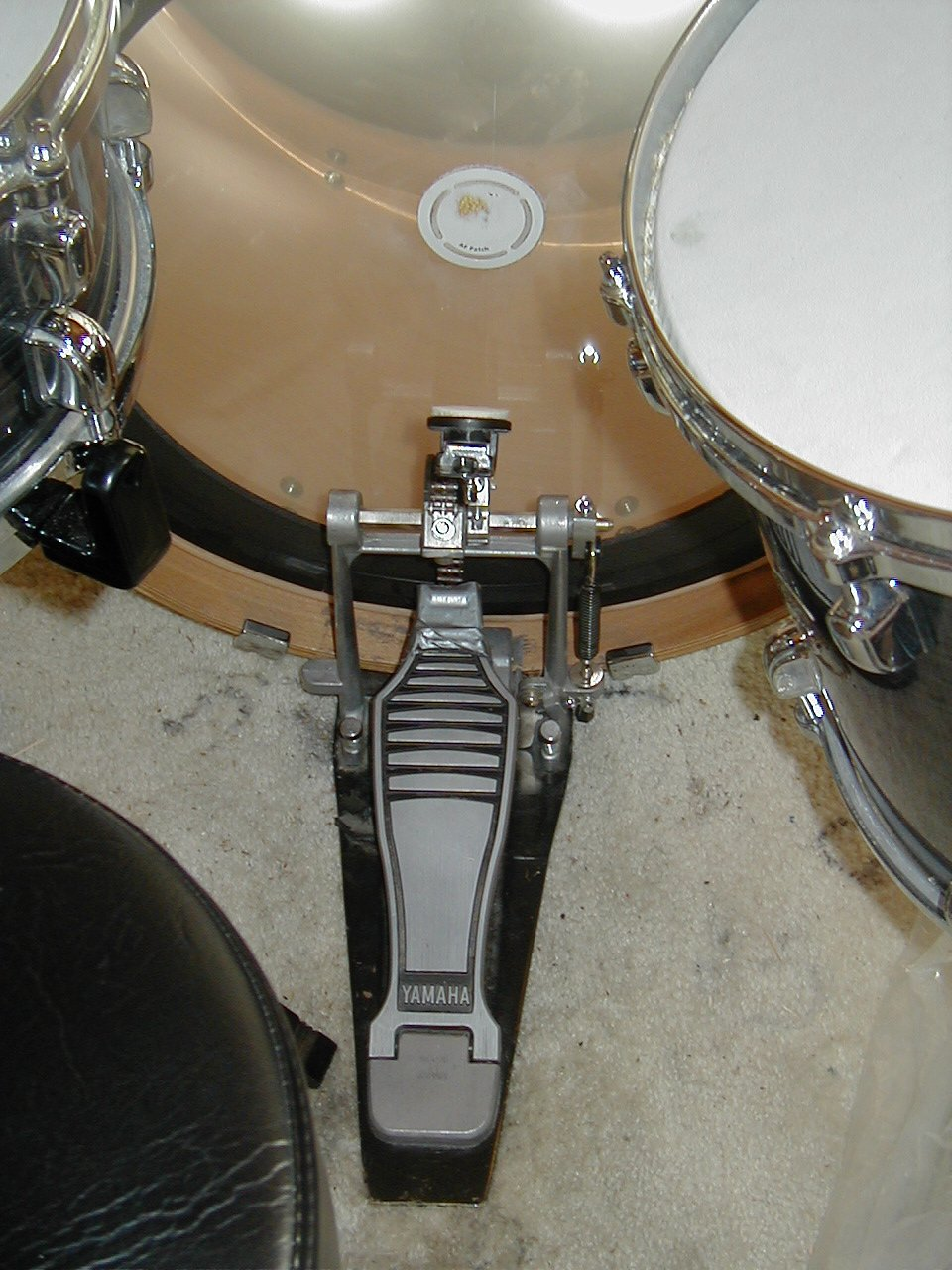
Бас-барабан с педалью